# Serafin Marsal
Nascido em Cardona, em 1862, na Espanha, mas vivendo no Paraguai, Serafin Marsal foi um escultor. Faleceu em 1956, aos 93 anos em Assunção.

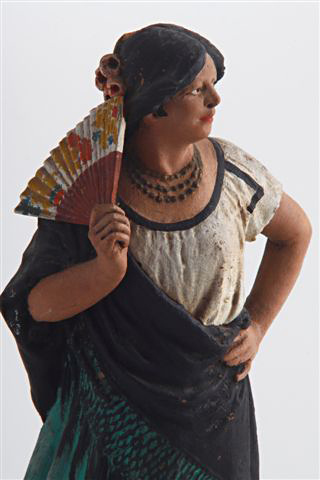
Bailarina, uma das várias esculturas de Serafin Marsal

## Biografia

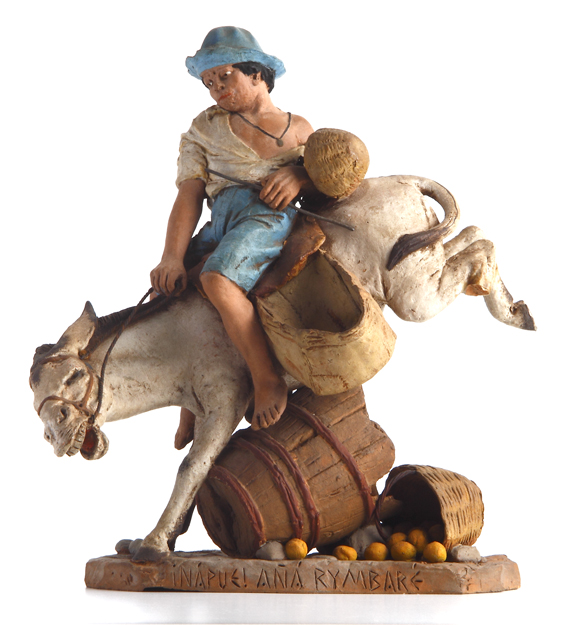
O Menino e o Burro. Marsal era extremamente hábil ao esculpir animais

Após estudar por seis anos na Academia de Belas Artes, em Barcelona, mudou-se para Buenos Aires, onde já se destacavam, na escultura e na gravura de metais, vários artistas franceses, italianos e espanhóis. 

Em 1898 recebeu o terceiro prêmio no Salão Nacional de Bellas Artes de Buenos Aires. No ano seguinte, aceitou convite para lecionar desenho e escultura em Santa Fé. Lá participou dos planos urbanísticos, da produção escultórica e da vida artística e cultural da cidade.Uma de suas esculturas, um busto do educador Sarmento, permanece até hoje na praça dedicada ao professor.

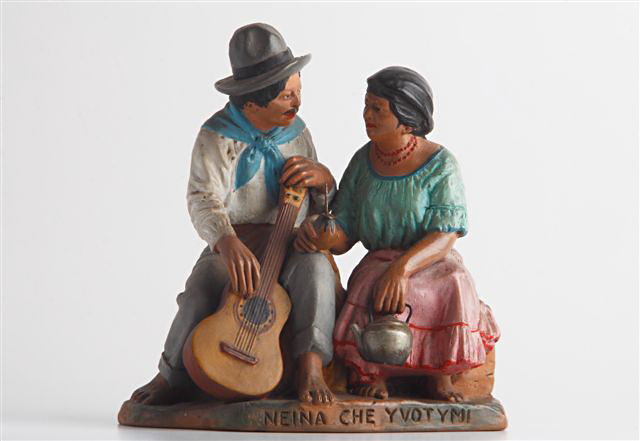
As esculturas de Marsal representavam tipos populares, como o casal de violeiros

Em 1901 foi Diretor Artístico da Revista Blanco & Negro
Em 1907, aos 46 anos e no auge de seu reconhecimento artístico, Marsal muda-se para Assunção,no Paraguai,  seguindo recomendações médicas por causa de problemas de saúde enfrentados por sua mulher. Na cidade menor,  passou por dificuldades econômicas, já queas encomendas eram mais raras. Lecionou na Escola de Artes. 

Mesmo sem encomendas, começou a produzir pequenas estatuetas de argila, que representavam com perfeição o povo paraguaio. 

## Obras

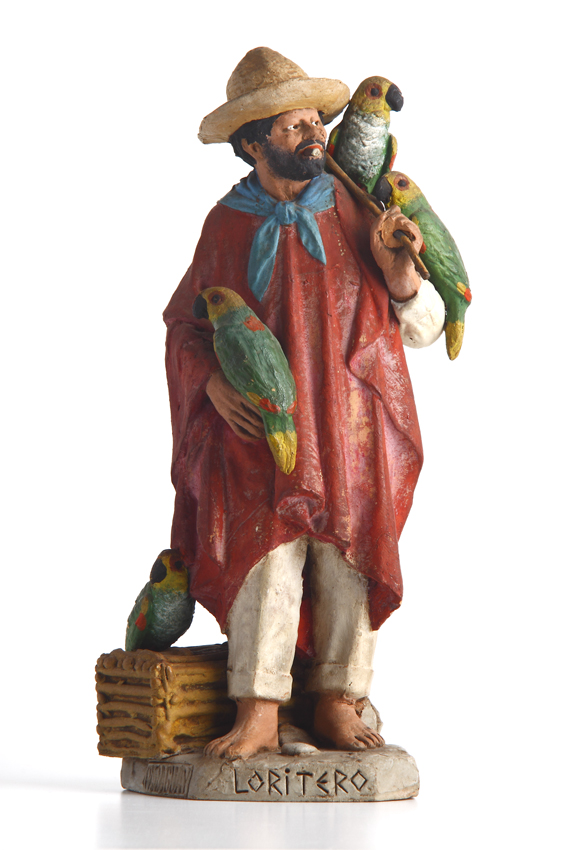
Loritero, primorosa estatueta de Serafin Marsal

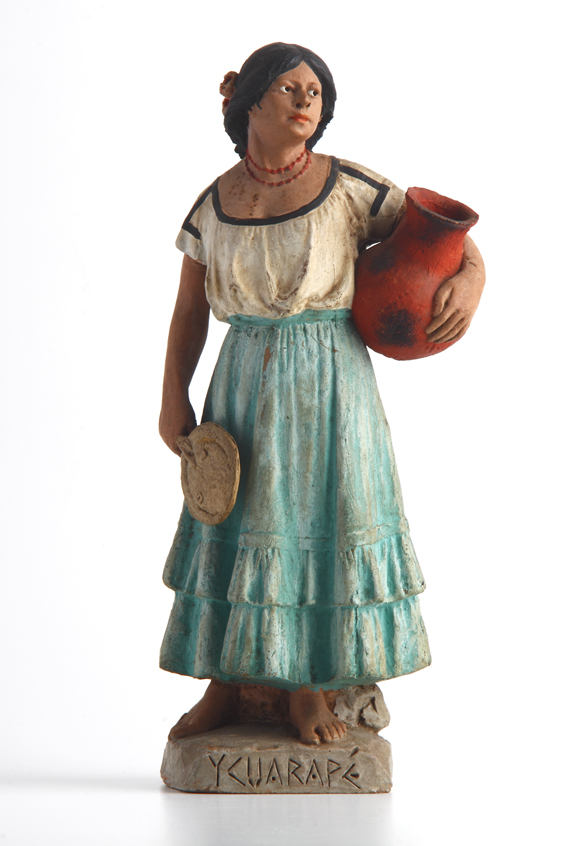
A Mulher paraguaia, representada na figura de Marsal

Feitas com argila do Rio Picolmayo, manualmente, cada estatueta representava uma personagem típica do povo paraguaio com riqueza de detalhes e acabamento primoroso.

Marsal fez de cada figura um molde, de onde extraía a peça fundamental, mas o sistema não era de múltiplos, o acabamento de cada peça era feito à mão, e uma era diferente da outra.

Além da beleza e do cuidado no acabamento, as obras possuem grande significado histórico porque retratam personagens típicos de uma época, são representações sociais, tais como: a mulher com o jarro na cabeça, o burro como meio de transporte, rostos indígenas, o homem que vendia frutas, entre tantos outros que frequentavam o mercado de Assunção. 
 
Além disso, todas as figuras eram intituladas em Guarani, a língua do povo.

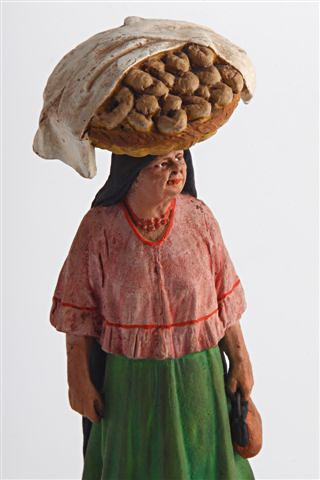
Vendedora de Chipa, uma das personagens do mercado de Assunção

Em notas autobiográficas, Marsal comentou:
 "Hace ya unos 18 años que me dedico a hacer figuritas em barro cocido. Calculo que han salido de mi casa unas cien figuritas por mes para ser vendidas en Norteamérica, en Centro y Sudamerica aproximadamente cincuenta mil; en Europa cuatro o cinco mil; en Japón poco más de mil y muchas outras que habrán ido a otros lugares cuyo destino ignoro". 

Atualmente o que restou de sua obra, tendo em vista a fragilidade do material utilizado, está dividido em coleções particulares e no Museo de Santa Fé, que abriga uma coleção de 36 peças.

## Referência Externa
Portal Guarani, acessado em 03 de março de 2011

Álbum do Flickr com outras imagens de obras de Serafin Marsal,  acessado em 13 de novembro de 2012 